# Topobea multiflora
Topobea multiflora là một loài thực vật có hoa trong họ Mua. Loài này được (D. Don) Triana miêu tả khoa học đầu tiên năm 1871.